# Alfred Francis Russell
Alfred Francis Russell (1817-1884) fue un misionero, propietario rural y político, presidente de Liberia entre el 1883 y el 1884.
Hijo de esclavos, nació en Lexington, Kentucky, Estados Unidos y, después de la libertación de sus padres, emigró a Liberia a la edad de 15 años junto con su madre.